# 三塚琉生
三塚 琉生（みつか るい、2004年5月10日 - ）は、千葉県柏市出身のプロ野球選手（外野手、内野手）。左投左打。読売ジャイアンツ所属。

## 経歴

### プロ入り前
小学校1年時から野球を始める。増尾西小時代の増尾レッドスターズ、逆井中時の八千代中央シニアを経て、桐生第一高等学校に進学。3年夏の群馬県大会では、打率.467、7打点と活躍し、4強に貢献した。10月9日にチームメイトの北村流音とともに読売ジャイアンツの入団テストを受けた。
2022年10月20日に行われたプロ野球ドラフト会議にて、読売ジャイアンツから育成ドラフト6位指名を受けた。11月14日、支度金290万円、年俸360万円（金額は推定）で仮契約を結んだ。背番号は031。同期の北村も育成8位で巨人から指名を受け、同じ高校から同時に巨人入りするのは初となった。

### 巨人時代
2023年は三軍戦にて本塁打を放つなど能力の高さをアピールしていたが、6月25日に行われた新潟アルビレックスBC戦（三軍戦）の走塁中に左足を負傷し、左膝後十字靱帯損傷および左膝内側半月板損傷と診断され、7月6日に都内の病院にて左膝後十字靱帯再建術、後斜走靱帯再建術、内側半月板縫合術の計3つの手術を受けた。これ以降はリハビリに専念した。
2024年の春季キャンプでは、初日から三軍キャンプに参加し、軽めのノックをこなした。5月下旬より全体練習に合流し、6月12日に三軍戦で約1年ぶりの実戦出場を果たした。オフには台湾で行われたアジアウインターベースボールリーグに参加した。
2025年の春季キャンプでは、監督の阿部慎之助から直々に指導を受けた。シーズン開幕後は5月9日に二軍に初昇格すると、6月12日までで19試合で打率.357、4本塁打、11打点と結果を残した。翌13日に支配下登録され、背番号は96となった。翌14日に一軍に昇格し、「8番・指名打者」で先発出場するも、相手先発の宮城大弥の前に3打席連続三振を喫するなど4打数無安打に終わった。その後も9打席無安打、6三振と結果を残せず、同21日に岡田悠希と入れ替わりで二軍降格となった。

## 選手としての特徴・人物
高校通算31本塁打を放つなど、走攻守3拍子揃った外野手。高い打撃センスと長打力を誇り、巨人OBでスカウト部長の水野雄仁から「吉村禎章2世」と評されている。
愛称は「みっちゃん」、「ケンシロウ（『北斗の拳』の主人公にちなんでいる）」。
一振りで試合の流れを変える「豪打一振」という言葉を大切にしている。座右の銘は「継続は力なり」。

## 詳細情報

### 記録

#### 初記録
- 初出場・初先発出場：2025年6月14日、対オリックス・バファローズ2回戦（京セラドーム大阪）、「8番・指名打者」で先発出場[20]
- 初打席：同上、3回表、宮城大弥から空振り三振[21]

### 背番号
- 031（2023年[6] - 2025年6月12日）
- 96（2025年6月13日[15] - ）